# ديل ماثيوز
ديل ماثيوز (بالإنجليزية: Dell Matthews)‏ هو لاعب كرة قاعدة أمريكي، ولد في 27 فبراير 1880 في فوكس ليك في الولايات المتحدة، وتوفي في 10 ديسمبر 1938 في شيكاغو في الولايات المتحدة.